# Orsonics Iván János
Orsonics Iván János (Orsonics Iván Flórián, Orsonits) (Szombathely, 1805. május 2. – Győr, 1874. december 10.) bölcseleti doktor, bencés tanár, könyvtáros.

## Élete
1821. október 15-én lépett a rendbe; teológiai tanulmányainak Pannonhalmán történt elvégzése után, 1828. május 18-án fölszentelték. Tanár volt 1828-1829-ben Pápán, 1829-30-ban Pannonhalmán, 1830-32-ben Győrött a növendékpapoknál, 1838 és 1850 között ugyanott az akadémián, 1850 és 1868 között szintén ott a gimnáziumban; 1868 és 1874 között ugyanott mint könyvtárnok működött. Jedlik Ányos közeli barátja volt.
Cikke a győri gymnasium Értesítőjében (1854. Földünk történelmének vázlata).